# Pseudomennis hermes
Pseudomennis hermes är en fjärilsart som beskrevs av Druce 1907. Pseudomennis hermes ingår i släktet Pseudomennis och familjen mätare. Inga underarter finns listade.